# Wasos Lisaridis
Wasos Lisaridis, gr. Βάσος Λυσσαρίδης (ur. 13 maja 1920 w Lefkarze, zm. 26 kwietnia 2021) – cypryjski polityk i lekarz, deputowany, założyciel i wieloletni przewodniczący Ruchu na rzecz Socjaldemokracji (EDEK), przewodniczący Izby Reprezentantów (1985–1991).

## Życiorys
Ukończył studia medyczne na Uniwersytecie Narodowym im. Kapodistriasa w Atenach (przerwane czasowo w związku z II wojną światową). Był przewodniczącym organizacji studenckiej działającej na rzecz zjednoczenia Grecji i Cypru. Podjął praktykę w zawodzie lekarza, pełnił funkcję przewodniczącego organizacji branżowych na Cyprze
W latach 1955–1959 był bojownikiem organizacji niepodległościowej EOKA, dążącej do uniezależnienia Cypru od Wielkiej Brytanii. W 1960 został po raz pierwszy wybrany do Izby Reprezentantów, zasiadał w niej nieprzerwanie do 2006. W 1969 założył partię EDEK, którą kierował do 2001. Został następnie honorowym przewodniczącym tego ugrupowania.
W 1974 działał przeciwko inicjatorom zamachu stanu. 30 sierpnia 1974 zorganizowano nieudany zamach na jego życie, śmierć poniósł wówczas sekretarz partii EDEK do spraw młodzieży. W latach 1985–1991 Wasos Lisaridis był przewodniczącym cypryjskiego parlamentu. Trzykrotnie bez powodzenia ubiegał się o urząd prezydenta Cypru (1983, 1988, 1998).